# Bolton (Nueva York)
Bolton es un pueblo ubicado en el condado de Warren en el estado estadounidense de Nueva York. En el año 2000 tenía una población de 2,117 habitantes y una densidad poblacional de 13 personas por km².

## Geografía
Bolton se encuentra ubicado en las coordenadas 43°33′33″N 73°40′5″O / 43.55917, -73.66806.

## Demografía
Según la Oficina del Censo en 2000 los ingresos medios por hogar en la localidad eran de $46,935, y los ingresos medios por familia eran $52,667. Los hombres tenían unos ingresos medios de $35,268 frente a los $23,000 para las mujeres. La renta per cápita para la localidad era de $26,492. Alrededor del 5.6% de la población estaban por debajo del umbral de pobreza.